# La leyenda de un valiente
La leyenda de un valiente (The Long Duel) es una película que narra una historia de aventuras, cuya trama se sitúa en la frontera noroeste de la India, durante la década de 1920.

## Argumento
La tribu Bhanta, unos nómadas de las laderas del Himalaya, son acusados de robar en la propiedad de un hacendado local y algunos de ellos son apresados. El capitán inglés de policía Freddy Young (Trevor Howard) recibe la misión de apresar al Sultán de los Bhanta (Yul Brynner) vivo o muerto, tras el ataque que éste ha efectuado a la prisión donde se encontraban sus familiares. Young, impresionado por la valentía de su adversario, decide capturarlo vivo. Para atrapar al Sultán encierra a todas las mujeres y niños de la tribu en un tren con dirección a Delhi y le ofrece a su adversario la oportunidad de rendirse pacíficamente, pero todo termina en una terrible batalla. A pesar de lo minuciosamente que se había preparado la emboscada, el Sultán logra escapar. Tras infiltrarse en el campamento del Sultán, Young le pide que se rinda antes de la llegada de más tropas británicas, pero el Sultán rechaza la oferta. En la siguiente batalla, el Sultán escapa de la carnicería, pero resulta mortalmente herido. Reconociendo respeto por su perseguidor, el Sultán ordena reunirse con Young para pedirle que tome a su hijo pequeño como suyo.

## Rodaje
Los interiores fueron rodados en los Pinewood Studios de Londres, pero los exteriores se filmaron en España al igual que otras espectaculares producciones británicas de la época, sirviendo en este caso de escenario el pueblo de Padul y el pueblo de Iznalloz (Granada). Destaca la Casa-palacio de los condes de Padul (Casa Grande, siglo XVI) y el fuerte construido en el paraje de la Venta del Fraile del mismo municipio, así como las vistas de Sierra Nevada, que en el contexto de la película evocan a la cordillera del Himalaya.
- Datos: Q38365